# Hjälmevattnet
Hjälmevattnet är en sjö i Tanums kommun i Bohuslän och ingår i Örekilsälvens huvudavrinningsområde. Sjöns area är 0,008 kvadratkilometer och den är belägen 150 meter över havet.